# Geomathematik
Geomathematik ist ein Zweig der Mathematik. Sie hat als Aufgabe, eine Brücke zwischen der mathematischen Theorie und der geotechnischen Anwendung zu spannen. Der besondere Reiz dieser Tochter der Mathematik begründet sich im regen Gedankenaustausch zwischen der mehr an Modellbildung, theoretischer Fundierung und approximativer sowie numerischer Problembewältigung interessierten Gruppe angewandter Mathematiker und der mehr mit Messtechnik, Methodik der Datenanalyse, Implementation von Routinen und Software-Anwendung vertrauten Gruppe der Geoingenieure und -physiker.

## Geomathematik als Kulturgut
Den ältesten schriftlich überlieferten Zeugnissen nach ist Mathematik im sumerischen Babylon aus den praktischen Aufgaben des Messens, Zählens und Rechnens zur Feldbewirtschaftung und Vorratshaltung hervorgegangen. Ihre erste Blüte erlebte die mit geowissenschaftlichen relevanten Fragen befasste Mathematik in der Antike, z. B. mit der Berechnung des Erdradius durch den Alexandriner Eratosthenes (176–195 v. Chr.). Von den Arabern ist etwa für das Jahr 827 n. Chr. eine nordwestlich von Bagdad ausgeführte Gradmessung überliefert. Weitere Schlüsseletappen geomathematischer Forschung führen uns über den Orient ins abendländische Mittelalter und die Neuzeit. Nicolaus Kopernikus (1473–1543) gelang der Übergang vom geozentrischen Weltsystem des Ptolemäos zum heliozentrischen System. Johannes Kepler (1571–1630) fand die Gesetze der Planetenbewegungen. Weitere Meilensteine aus historischer Sicht waren z. B. die Begründung der Lehre des Erdmagnetismus durch W. Gilbert (1544–1608), die Entwicklung von Triangulationsmethoden bei Gradnetzbestimmungen durch Tycho Brahe (1547–1601) und Willibrord van Roijen Snellius (1580–1626), die Fallgesetze des Galileo Galilei (1564–1642) und die Grundzüge der Ausbreitung von Erdbebenwellen durch Christiaan Huygens (1629–1695). Die vom Engländer Isaac Newton (1643–1727) formulierten Gravitationsgesetze machten klar, dass die Erdanziehungskraft (auch Schwere genannt) mit der Entfernung von der Erde abnimmt. Im 17. und 18. Jahrhundert übernahm Frankreich eine wesentliche Rolle durch die Gründung der Akademie in Paris (1666). Erfolgsetappen waren die Theorie des isostatischen Ausgleichs der Massenverteilung in der Erdkruste durch Pierre Bouguer (1698–1758), die Berechnung der Erdfigur, insbesondere der Polabplattung, durch P.L. Maupertuis (1698–1759) und Alexis Claude Clairaut (1713–1765) sowie die Entwicklung des Kalküls der Kugelfunktionen durch Adrienne-Marie Legendre (1752–1833) und Pierre Simon Laplace (1749–1829). Das 19. Jahrhundert war wesentlich durch das Werk von Carl Friedrich Gauß (1777–1855) geprägt. Besonders hervorzuheben sind die Berechnung der ersten Fourierkoeffizienten der Kugelfunktionsentwicklung des Erdmagnetfeldes, die Hypothese elektrischer Ströme in der Ionosphäre sowie die Definition der Niveaufläche des Geoids (der Begriff „Geoid“ stammt allerdings vom Gauß-Schüler Johann Benedict Listing (1808–1882)). Ende des 19. Jahrhunderts wurde die Grundidee der Dynamotheorie in der Geomagnetik durch B. Stewart (1851–1935) geboren, u. v. a. Diese unvollständige (nicht einmal das letzte Jahrhundert enthaltende) Liste zeigt bereits, dass historisch gesehen Geomathematik eine der großen Errungenschaften der Menschheit ist.

## Geomathematik als Aufgabe und Ziel
Geomathematik aus heutiger Sicht widmet sich den qualitativen und quantitativen Eigenschaften der aktuell vorhandenen oder möglichen Strukturen unseres Erdsystems. Sie ist Garant und Patin zugleich für den Begriff von Wissenschaftlichkeit in der Erdsystemforschung. Das System Erde besteht dabei aus einer Anzahl von Elementen, die selbst wieder Systeme darstellen. Die Komplexität des Gesamtsystems Erde wird bestimmt durch interagierende physikalische, biologische und chemische Prozesse, die Energie, Material und Information transformieren und transportieren. Es ist gekennzeichnet durch natürliche, soziale und ökonomische Prozesse, die zur gegenseitigen Beeinflussung führen. Folglich ist für ein Verstehen ein simples Ursache-Wirkungsdenken völlig ungeeignet. Erforderlich ist ein Denken in dynamischen Strukturen und das Bewusstsein multipler, unvorhergesehener und manchmal unerwünschter Effekte bei Eingriffen. Inhärente Vernetzungen müssen erkannt und genutzt werden, Selbstregulierung ist zu beachten. Alle diese Aspekte machen eine Mathematik unabdingbar, die mehr als eine Ansammlung von Theorien und numerischer Verfahren sein muss.
Die sich den Geowissenschaften widmende Mathematik ist ihrem Wesen nach nichts anderes als die Organisation der Komplexität des Systems Erde. Dazu gehören anschauliches Denken zur Verdeutlichung abstrakter komplexer Sachverhalte, richtige Vereinfachung der komplizierten Interaktionen, ein angemessenes mathematisches Begriffssystem zur Beschreibung und die Genauigkeit im Denken und Formulieren. Geomathematik wird somit zur Schlüsselwissenschaft des komplexen Systems Erde. Wo immer es Daten und Beobachtungen gibt, z. B. bei den diversen skalaren, vektoriellen und tensoriellen Clustern von Satellitendaten, wird es mathematisch. Statistik dient z. B. der Entrauschung, konstruktive Approximation der Komprimierung und Auswertung, spezielle Ansatzsysteme von Funktionen geben georelevante graphische und numerische Darstellungen – dies alles mit mathematischen Algorithmen.
Das Spektrum moderner Geowissenschaften, welches im Fokus der Geomathematik steht, ist nicht zuletzt wegen immer stärker werdender Beobachtungsdiversität breit gefächert. Gleichzeitig vergrößert sich der „Kasten“ mathematischer Werkzeuge. Eine Besonderheit liegt darin, dass Geomathematik sich vornehmlich mit jenen Gebieten der Erde befasst, die für direkte Messungen nur unzureichend oder (selbst durch Fernerkundungsmethoden) nicht zugänglich sind. Inverse Methoden zur mathematischen Auswertung sind dann unumgänglich. Diese laufen meist darauf hinaus, dass ein physikalisches Feld nahe der Erdoberfläche bzw. auf Satellitenhöhe ausgemessen wird, um es dann mit mathematischen Methoden in die interessierenden Tiefenbereiche fortzusetzen (engl. „downward continuation“).

## Geomathematik als Lösungspotential
Die bisherige Methodik der angewandten Mess- und Auswertungsverfahren variiert stark je nach der untersuchten Messgröße (Erdbeschleunigung, elektrische bzw. magnetische Feldstärke, Temperatur und Wärmefluss, Spannungs-Dehnungsverhalten etc.), dem beobachteten Frequenzbereich und der dabei auftretenden grundlegenden „Feldcharakteristik“ (Potenzialfeld, Diffusionsfeld oder Wellenfeld, jeweils abhängig von den zugrunde liegenden Differenzialgleichungen). Insbesondere hat die Differenzialgleichung großen Einfluss auf die Auswertungsverfahren. Daher seien hier – wie in den Geowissenschaften üblich – die typischen mathematischen Erkundungsverfahren nach der zutreffenden Feldcharakteristik aufgeführt:
Potenzialverfahren (Potenzialfelder, elliptische Differenzialgleichungen) in Gravimetrie, Geomagnetik, Geoelektrik, Geothermie, …, Diffusionsverfahren (Diffusionsfelder, parabolische Differenzialgleichungen) in Magnetotellurik, Geoelektromagnetik, …, Wellenverfahren (Wellenfelder, hyperbolische Differenzialgleichungen) in Seismologie und Seismik, Georadar, ....
Der Vorteil und der Nutzen dieser mathematischen Vorgehensweise bestehen in der besseren, schnelleren, billigeren und sichereren Problemlösung, und zwar mit den Mitteln der Simulation, der Visualisierung und der Reduktion von Datenfluten.
Die Geomathematik steht in enger Wechselbeziehung mit Geoinformatik, Geoingenieurwesen und Geophysik. Aber Geomathematik unterscheidet sich auch grundsätzlich von diesen Disziplinen. Ingenieure und Physiker benötigen die mathematische Sprache als Hilfsmittel und Werkzeug. Inhalt der Geomathematik ist aber auch die Fortentwicklung der Sprache selbst. Gegenstand der Geoinformatik ist Design und Architektur von Prozessoren und Computern, Datenbanken und Programmsprachen usw. im georeflektierten Umfeld. Für Geomathematik sind Computer allerdings nicht Studienobjekte, sondern technische Hilfsmittel zum Lösen mathematischer Probleme der Georealität.